# Take Back the City
Singles de Snow Patrol
Signal Fire
(2007) Crack the Shutters
(2008)
Take Back the City est le premier extrait du cinquième album du groupe de rock alternatif Snow Patrol, A Hundred Million Suns. Le single est sorti au cours du mois d'octobre 2008 à travers le monde. Les paroles ont été écrites par Gary Lightbody, qui y évoque son amour pour Belfast. La musique a été composée par Snow Patrol.
Le single a reçu des critiques mitigées, déplorant généralement ses similitudes avec les chansons de l'album précédent Eyes Open alors que le groupe revendiquait une rupture avec son travail passé. Les paroles sont louées pour leur profondeur. Le single a plutôt connu un succès dans les charts, atteignant le top 5 en Irlande et le top 10 au Royaume-Uni. Il est également apparu dans le top 40 de cinq autres pays.

## Écriture
Pour écrire la chanson, Gary Lightbody s'est inspiré de Belfast et de l'Irlande du Nord en général. Il avoue cependant que les paroles aurait pu parler de n'importe quelle autre ville et des relations que chacun entretient avec. Take back the City traite des raisons pour lesquelles Lightbody a grandi avec un sentiment de confusion à l'égard de son pays et pour lesquelles, aujourd'hui, il l'aime tant. L'auteur, qui a grandi à Belfast, pense que « l'endroit d'où nous venons a un grand impact sur qui nous devenons ». La « rudesse » des paroles provient des studios Hansa et de Berlin, où la chanson a été enregistrée.

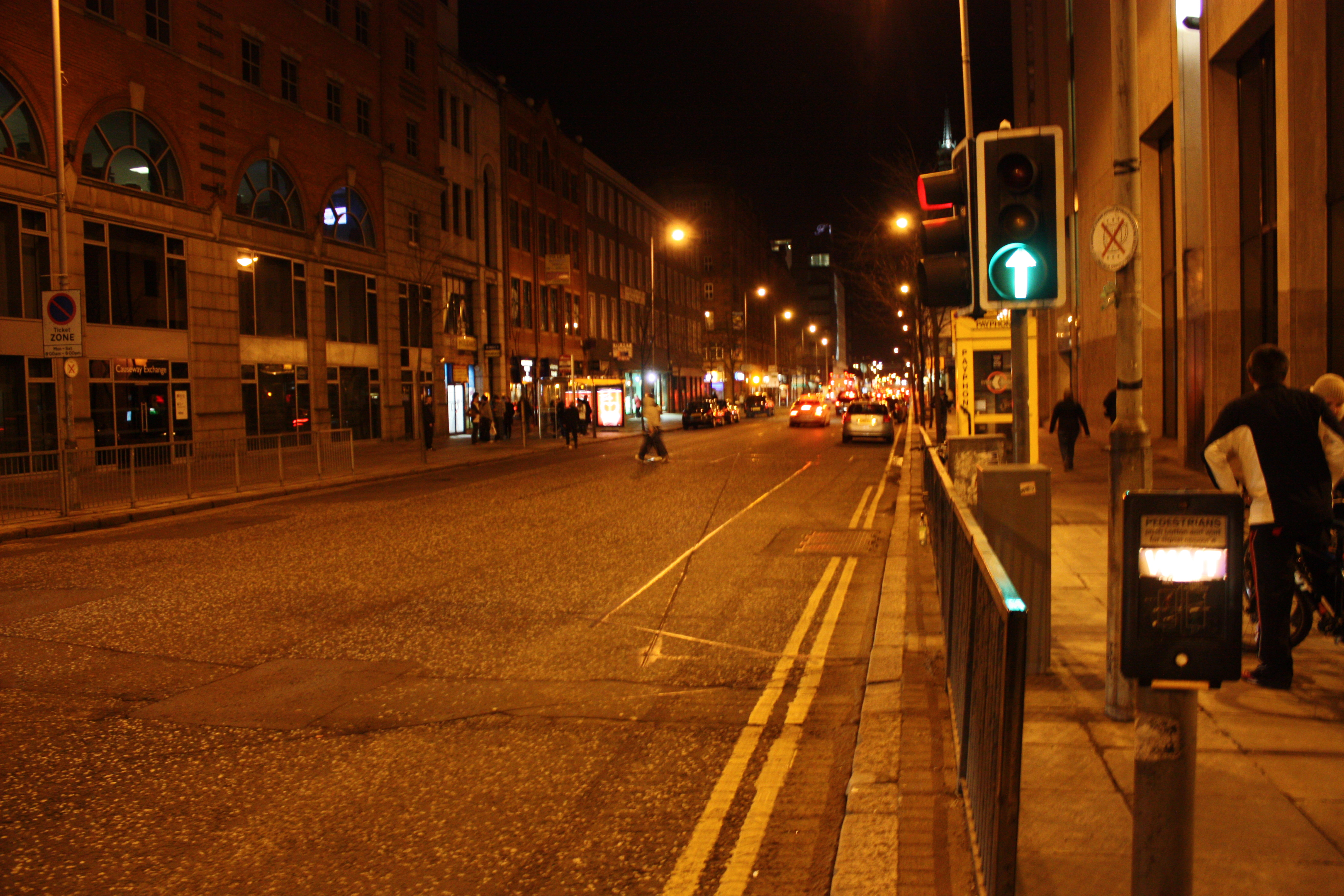
C'est la vie nocturne à Belfast qui a inspiré Take Back the City.

Dans une interview accordée au magazine Q, en novembre 2008, il explique qu'il y a tellement de chansons sur Belfast qui parlent de la guerre qu'il voulait écrire des paroles qui évoque l'amour qu'il porte à la ville. Il y décrit certaines paroles. Ainsi, « Tant d'années plus tard et ça me tue encore/Vos réputations et discours brisées » se réfère au passé douloureux de la ville, la dernière partie est une métaphore à propos des hommes politiques négatifs. Il explique que malgré les cicatrices toujours présentes du conflit, la ville se régénère rapidement ; il trouve les villes européennes « pleine de vie ». Les paroles « Choisis un camp, choisit un combat, mais construits-toi une bonne épitaphe » parlent de l'incompréhension de Lightbody à propos du conflit nord-irlandais, il ne conçoit pas que quelqu'un puisse vouloir la guerre. Il développe son point de vue : « je ne combat personne pour rien parce que je ne déteste personne ». « J'aime cette ville ce soir, j'aime toujours cette ville/Elle me montre les dents comme une lumière, et me recrache quelques jours après » rappelle la scène musicale, toujours animée à Belfast, où Lightbody découvre toujours de nouveaux groupes. Le passage « Dis moi que tu n'as jamais voulu plus que ça/Et j'arrête de parler tout de suite » est le type de paroles qui pourrait se retrouver dans toutes les chansons qu'il a écrites. Il pense que, grâce à cette formule, la chanson devient « une histoire d'amour moderne dans le battement d'une paupière », à l'image des autres titres de leur nouvel album A Hundred Million Suns.
Dans une autre interview le Sunday Times, il indique le « solo piquant de la chanson et le travail grossier des accords » ont été inspirés par des vieux CD de Tom Petty et de The Cars. Bruce Springsteen a également été une influence pour Snow Patrol, qui écoutait sa musique durant l'enregistrement de l'album. Gary Lightbody rappelle que le groupe préfère parler du présent et qu'il n'aime que rarement « se prélasser dans le passé ».

## Description musicale
Take Back the City est écrite dans une signature rythmique de 4/4 et dans une tonalité en Mi bémol (mi♭) majeur. Son tempo allegro est de 128 battements par minute. Les paroles débutent, après une introduction musicale de 14 secondes, par « Take back the city for yourself tonight ». La voix de Gary Lightbody varie du ré4 au mi♭5. C'est une chanson aux sonorités rock indépendant, pop rock et alternatives.

## Promotion et sortie
La chanson est sortie en téléchargement sur iTunes partout dans le monde le 4 octobre 2008 (sauf en Allemagne). Le single physique est sorti le 10 octobre en Irlande, Allemagne (comme la version numérique) et Belgique, le 11 octobre en Australie et le 13 octobre au Royaume-Uni et dans le reste de l'Europe. Deux formats physiques existent : le CD et le vinyle sept pouces. Vendus en édition limitée, les vinyles sont restés disponibles une semaine dans les magasins, puis pouvaient être obtenus sur les sites de Snow Patrol ou HMV. Cette édition comprenait soit une version live de Set the Fire to the Third Bar, soit un Lillica Libertine Remix de Take Back the City sur la face B. Les trois titres pouvait être achetés pour £5 sur le site web du groupe. L'édition CD comprenait la chanson inédite The Afterlife sur la face B.
Le single a été joué pour la première fois en radio dans l'émission de Zane Lowe sur BBC Radio 1. Snow Patrol est apparu dans l'émission T4 sur la chaîne britannique Channel 4 pour interpréter la chanson le 5 octobre 2008. Le jour suivant la sortie du titre au Royaume-Uni, le groupe a participé à l'émission Later... with Jools Holland, durant laquelle il a joué quelques morceaux de leur nouvel album, dont Take Back the City.
Snow Patrol a organisé un concours pour leurs fans américains leur proposant de faire une vidéo sur leur ville. C'est le guitariste du groupe Nathan Conolly qui a annoncé le concours dans une vidéo. Les vidéos étaient à télécharger dans un groupe spécialement créé pour le concours sur YouTube. Une personne ne pouvait ajouter qu'une seule vidéo, entre le 10 novembre et le 10 décembre 2008. Snow Patrol et le label choisirent les vainqueurs, qui ont appris la nouvelle par téléphone ou e-mail et ont reçu diverses récompenses. La chanson est sortie comme titre téléchargeable pour Rock Band à la fin du mois de décembre. Elle a été utilisée dans le septième épisode de la saison deux de Gossip Gil, diffusé pour la première fois le 20 octobre 2008. Le titre est inclus dans la compilation Now That's What I Call Music! 71.

## Accueil du single

### Accueil des médias
Take Back the City a généralement reçu des avis mitigés. James Brindle du Daily Music Guide donna une critique négative au titre et deux étoiles sur cinq. Pour lui, la chanson ressemblait à un « hachis » de You're All I Have et le groupe semblait à court d'idées. Il qualifia le hook de « moyen », les paroles d'ennuyeuses et la prestation de Gary Lightbody de banale et de « plus désagréable que d'habitude »,. Julian Marszalek de Yahoo! Music appela Snow Patrol « les papas du rock-morose ». Il nota le rythme plus rapide de Take Back the City par rapport aux précédents morceaux du groupe, déclarant que le groupe avait d'une certaine manière découvert « la majesté du rock », certes pas dans le genre de Metallica, mais d'une manière « agréable, sensible, mélodieuse et de bon goût ». Il attribua cinq étoiles sur dix à la chanson.
D'autres critiques accueillirent plus favorablement la chanson. Ryan Helfland de musicOMH vit dans la chanson une continuation plutôt qu'une rupture avec leurs titres commerciaux comme Eyes Open. Il apprécia globalement le morceau, évoquant notamment l'image de fans rebondissant au rythme trépidant de la chanson. Alex Fletcher de Digital Spy accorda trois étoiles sur cinq au single. Il ressentit la guitare comme prévisible mais loua les paroles pour leur profondeur. Avril Cadden du Sunday Mail attribua également trois étoiles à la chanson, bien qu'elle n'apportait « rien de nouveau ni d'inattendu ». Elle déclara que la voix du chanteur était « affective » et que le refrain était « grand ». Sven Philipp du Billboard Magazine félicita lui aussi le groupe pour la construction du refrain, « délivré avec le genre de sous-entendu qui rendent les actes britanniques centré sur la mélodie si excitants »,.

## Clip

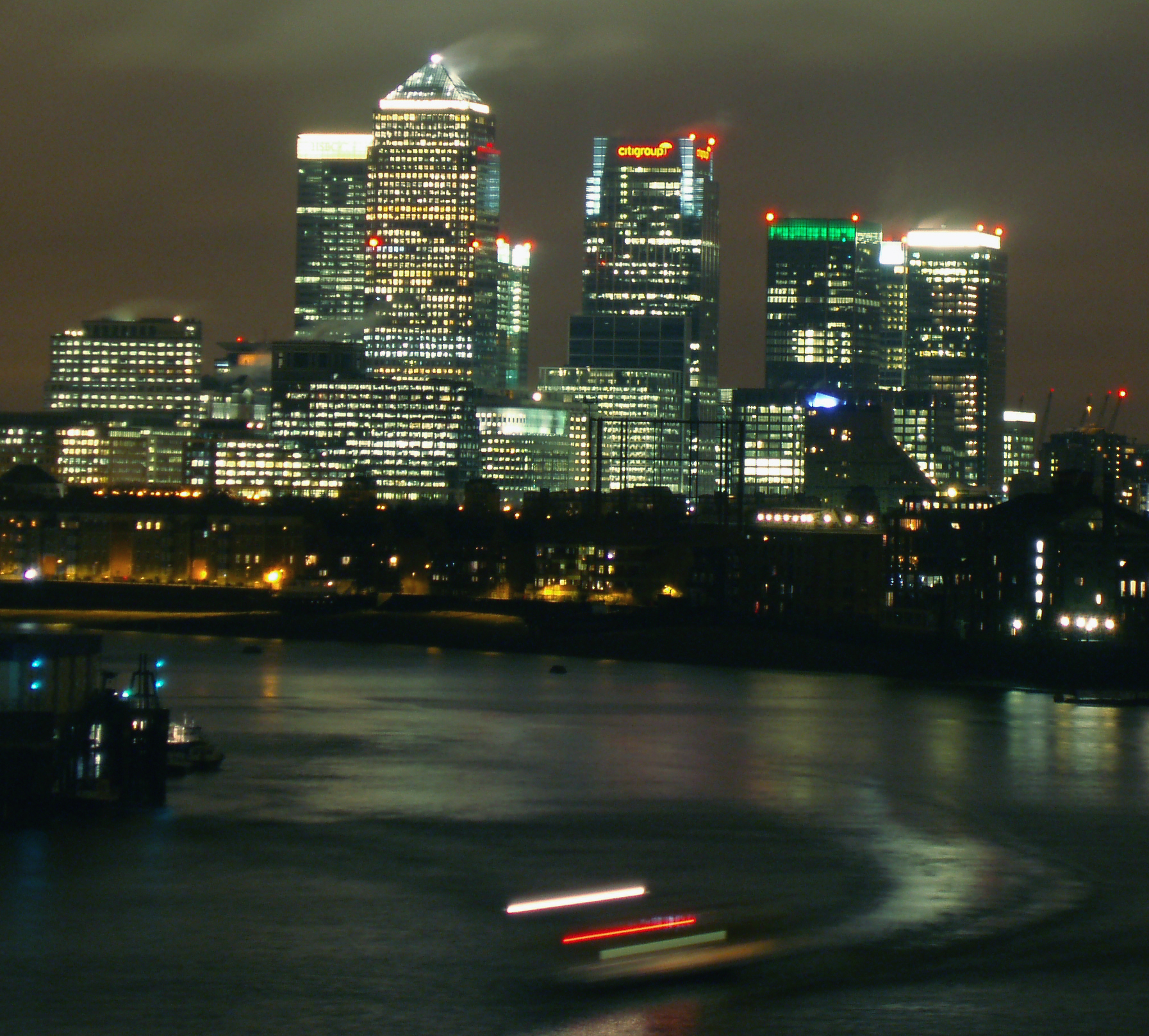
Le clip a été tourné dans les Docklands.

Le clip de Take Back the City a été filmé dans une partie aujourd'hui abandonnée des Docklands, dans l'est de Londres. Il a été produit par Paul Weston. Le vidéo-clip a été réalisé par Alex Courtes, qui avait tourné le clip de Seven Nation Army de The White Stripes. Il est passé en avant-première sur Yahoo! Music le 24 septembre 2008. Pour le tournage, le groupe avait invité ses fans âgés, de 18 à 35 ans, à participer en tant que figurants. Les personnes intéressées devaient envoyer par email leurs coordonnées et photographies à la compagnie de production Partizan. Les quelques fans choisis sont apparus dans la scène du pub, qui a été tournée le 11 août 2008, après minuit,.
Le clip est une animation en volume des gratte-ciels londoniens et de Gary Lightbody marchant dans les rues de la ville et pris en photo par le photographe du groupe, Cedric. Ces plans sont entrecoupés par des scènes du chanteur et des membres du groupe jouant de leur instrument devant le Millenium Mill. Dans le making of du clip, on entend Lightbody dire qu'il pourrait s'agir du « meilleur vidéo-clip du groupe ». La vidéo est cependant décrite par le magazine RockTog comme un « affreux mal de crâne visuel à allure rapide ». L'auteur regrette également que le chanteur soit mis en avant par rapport aux autres membres du groupe.

## Crédits
Snow Patrol
- Gary Lightbody – chant, guitare, chœurs.
- Nathan Connolly – guitare, chœurs.
- Paul Wilson – basse, chœurs.
- Jonny Quinn – batterie, percussion.
- Tom Simpson – clavier.

Autres
- Jacknife Lee – production, guitare additionnelle.
- Cenzo Townshend – mixage
- Dave Emery – mixage (assistant)
- John Davis – mastering
- John Ross – photographie[32]